# Semibratovo
Semibratovo è una cittadina della Russia europea centrale, situata nella oblast' di Jaroslavl'; appartiene amministrativamente al rajon Rostovskij.

## Geografia
Si trova nella parte centro-meridionale della oblast', sulle sponde del fiume Ust'e (affluente del Kotorosl'), sull'importante arteria stradale che unisce Mosca e Arcangelo.